# روجر مينيتري
روجر مينيتري (بالفرنسية: Roger Menetrey)‏ مواليد 1945، هو ملاكم محترف فرنسي سابق صنّف ضمن فئة وزن الوسط.

## إحصائيات
خاض خلال مسيرته 59 نزالا، فاز في 52 وتعادل في 1 وخسر في 6. فاز بالضربة القاضية في 42 نزالا.

## روابط خارجية
- روجر مينيتري على موقع بوكس ريك (الإنجليزية) (registration required)